# Geophis rhodogaster
Geophis rhodogaster är en ormart som beskrevs av Cope 1868. Geophis rhodogaster ingår i släktet Geophis och familjen snokar. Inga underarter finns listade i Catalogue of Life.
Denna orm förekommer i södra Guatemala samt i angränsande områden av Mexiko, El Salvador och Honduras. Arten lever i bergstrakter mellan 1500 och 2750 meter över havet. Habitatet utgörs av molnskogar samt av andra fuktiga skogar med tallar och ekar. Geophis rhodogaster besöker även odlings- och betesmarker samt trädgårdar. Individerna gräver i lövskiktet och i det översta jordlagret. Honor lägger ägg.
För beståndet är inga hot kända. Hela populationen anses vara stabil. IUCN kategoriserar arten globalt som livskraftig.